# 曹沛霖
曹沛霖（1933年—），江蘇泰興人，復旦大學國際關係與公共事務學院教授。
曹沛霖生於1933年，家中是做五金生意的，父親在抗戰期間過世，家計受到很大影響，依靠母親供養讀到高中。1949年，人民解放軍接管後中學免了學費，也就沒有了經濟壓力。1951年，高中畢業後考上復旦經濟系，隔年院系調整後被轉到上海財經學院。三反和思想改造運動時學校停課，也跟著參與運動。1954年，畢業後被分配到復旦當助教，轉到馬列主義教育系。1958年，下鄉改造。1960年，返校研究國際共產主義運動和中國共產黨黨史。